# Ilha Guaíba
Ilha Guaíba is een Zuid-Amerikaans eiland in de Braziliaanse staat Rio de Janeiro.
Guaíba is een tropisch eiland, met kleine stranden en bossen en huizen op de kust. 

## Economie
Het eiland is verbonden met het vaste land via een spoorbrug. Op het eiland ligt een overslagplaats voor delfstoffen met een haven van het bedrijf Vale.